# Distrito de Büren
El distrito de Büren es uno de los antiguos 26 distritos del cantón de Berna, ubicado al norte del cantón, tiene una superficie de 88 km². La capital del distrito era Büren an der Aare. 

## Geografía
El distrito de Büren se encuentra ubicado entre las regiones del Seeland y del Emmental. Limita al noroeste con el distrito de Courtelary, al norte con Lebern (SO), al este con Bucheggberg (SO), al sureste con el distrito de Fraubrunnen, al sur con el de Aarberg, al suroeste con el de Nidau, y al oeste con el de Biel-Bienne.

## Historia
Señoría del siglo XII al XIV, bailía bernesa de 1388 a 1798, luego distrito hasta 1803, bailía hasta 1831 y de nuevo distrito. En el lugar en que hoy se encuentra el distrito, se encontraba en la Edad Media la baronía de Strassberg, con sede en Städtiberg, encima del futuro Büren an der Aare. Tras la extinción de los Strassenberg, la señoría pasa antes de 1225 a los condes de Neuchâtel-Nidau, en 1246 a los Strassenberg-Büren, bajo los cuales la situación jurídica fue movida debido a las hipotecas y herencias. 
La señoría fue comprometida por el barón Imer de Strassenberg a la ciudad de Soleura en 1345, forzado por la falta de dinero; la señoría fue retomada como feudo luego de la muerte de Imer en 1364 por el conde Rodolfo de Nidau, quien caerá en 1375 defendiendo la ciudad de Büren contra los Gugler; la señoría cae entonces en la herencia de los condes de Kyburgo, los cuales vendiéndola e hipotecándola a Austria (1379) y a Enguerrand de Coucy (1387), exponen la pequeña ciudadela a un sitio en 1386, y al control bernés en 1388. 
Los vencedores, Berna y Soleura, administraron la señoría juntos antes de dividirla en 1393. Berna obtuvo la mayor parte y la sede de la señoría, Büren an der Aare, que se convertiría en el centro de la bailía, y del distrito desde 1798. El castillo de la Hauptgasse, construido de 1620 a 1625, fue la sede del baile y, desde 1803, de las autoridades del distrito, que es hoy de importancia media por el nombre de comunas que lo conforman, pero uno de los más pequeños del cantón de Berna en superficie. El distrito fue disuelto el 31 de diciembre de 2009 y sus comunas fueron absorbidas en su mayoría por el nuevo distrito administrativo del Seeland; mientras que Lengnau bei Biel, Meinisberg y Pieterlen fueron anexadas al distrito administrativo de Biel/Bienne.

## Comunas
| Comunas             | Población (31.12.2006) | Superficie en km² |
| ------------------- | ---------------------- | ----------------- |
| Arch                | 1570                   | 6,4               |
| Büetigen            | 783                    | 3,6               |
| Büren an der Aare   | 3195                   | 12,7              |
| Busswil bei Büren   | 1959                   | 3,1               |
| Diessbach bei Büren | 844                    | 6,3               |
| Dotzigen            | 1325                   | 4,3               |
| Lengnau bei Biel    | 4475                   | 7,3               |
| Leuzigen            | 1175                   | 10,3              |
| Meienried           | 52                     | 0,7               |
| Meinisberg          | 1232                   | 4,4               |
| Oberwil bei Büren   | 782                    | 6,7               |
| Pieterlen           | 3342                   | 8,3               |
| Rüti bei Büren      | 828                    | 6,5               |
| Wengi bei Büren     | 611                    | 7.1               |
| Total (14)          | 22.178                 | 87,7              |